# مقاطعة تونغوراهوا
تونغوراهوا هي مقاطعة في الإكوادور عاصمتها أمباتو. مقاطعة تأخذ اسمها من بركان تونغوراهوا، والذي يقع ضمن حدود المقاطعات.

## كانتونات
وتنقسم المقاطعة إلى 9 كانتونات :